# Federația Panelenică a Asociațiilor Culturale ale Vlahilor
Federația Panelenică a Asociațiilor Culturale ale Vlahilor (în greacă Πανελλήνια Ομοσπονδία Πολιτιστικών Συλλόγων Βλάχων, transliterat: Panellínia Énosi Politistikón Syllógon Vlachón Elládos) este o organizație a aromânilor („vlahilor”) din Grecia. Aromânii sunt un grup etnic originar din Balcani, care trăiește în mai multe țări precum Albania, Bulgaria, Macedonia de Nord, România și Serbia, precum și în Grecia, unde se află cea mai mare concentrare a acestora. Aromânii din Grecia⁠(d) se caracterizează prin dezinteresul lor față de inițiativele care urmăresc promovarea culturii și a limbii aromâne în afara mediului familial, iar mulți dintre ei și-au exprimat în mod repetat opoziția față de organizațiile străine care au încercat să-i ajute să realizeze acest lucru.

## Înființare
Federația Panelenică a Asociațiilor Culturale ale Vlahilor a fost înființată în 1985 ca rezultat al unei întâlniri a mai multor asociații aromâne care a avut loc cu un an mai devreme. Multe dintre aceste asociații erau recente, fiind constituite în anii 1980. Numele inițial al organizației era „Uniunea Panelenică a Asociațiilor Culturale ale Vlahilor”, dar a fost schimbat în cel actual în anul 2001. Federația are sediul central⁠(d) în orașul Larissa și desfășoară numeroase activități. Printre acestea se numără publicarea de ziare, articole și calendare, promovarea culturii, dansurilor, cântecelor și tradițiilor aromâne și organizarea unor manifestări culturale, precum și a „Întâlnirilor panelenice” anuale ale aromânilor, care durează trei zile.
Odată cu trecerea timpului, Federația Panelenică a Asociațiilor Culturale ale Vlahilor a devenit cea mai mare organizație culturală aromână din Grecia și din întreaga lume. Această organizație era alcătuită în anul 2001 din 65 de asociații culturale aromâne mai mici. Numărul asociațiilor componente a crescut la 85 în 2004 și la 101 în 2009. În mod uzual, celelalte organizații aromâne din Grecia nu sunt active și niciuna dintre cele aproximativ 200 care există în această țară nu are un nume în limba aromână. De fapt, multe dintre ei nici măcar nu conțin cuvântul „vlah” în numele lor.
Federația Panelenică a Asociațiilor Culturale ale Vlahilor îi consideră pe aromâni ca parte componentă a națiunii grecești. De fapt, ca răspuns la Recomandarea 1333 (1997) a Adunării Parlamentare a Consiliului Europei care încuraja statele balcanice să protejeze și să sprijine minoritatea aromână de pe teritoriul lor, emisă în urma solicitării făcute de Uniunea pentru Limba și Cultura Aromână din Germania, ea a negat în mod repetat în diferite ocazii statutul aromânilor ca minoritate etnică în Grecia, afirmând că „grecii vorbitori de vlahă” sunt, din punct de vedere istoric și cultural, o „parte integrantă a elenismului”.
Președintele organizației este Kostas Adam, iar vicepreședintele acesteia este Yoanis Kokonis.